# Cordillera de Doña Rosa
Cordillera de Doña Rosa är en bergskedja i Chile.   Den ligger i regionen Región de Coquimbo, i den centrala delen av landet, 300 km norr om huvudstaden Santiago de Chile.
Trakten runt Cordillera de Doña Rosa är ofruktbar med lite eller ingen växtlighet. Trakten runt Cordillera de Doña Rosa är nära nog obefolkad, med mindre än två invånare per kvadratkilometer.